# موفقه (روستا)
 موقفه  به عربی ( الموقفة  )، روستایی است در دهستان موشک از توابع استان ذَمار در کشور یمن در شبه جزیره عربستان.

## جمعیت
جمعیت آن (۴۵ ) نفر (۴ خانوار) می‌باشد.